# Ephraim (Utah)
Ephraim és una població dels Estats Units a l'estat de Utah. Segons el cens del 2000 tenia 4.505 habitants.

## Demografia
Segons el cens del 2000, Ephraim tenia 4.505 habitants, 1.128 habitatges, i 753 famílies. La densitat de població era de 487,2 habitants per km².
Dels 1.128 habitatges en un 38,7% hi vivien nens de menys de 18 anys, en un 55,8% hi vivien parelles casades, en un 7,4% dones solteres, i en un 33,2% no eren unitats familiars. En el 14,6% dels habitatges hi vivien persones soles el 7,6% de les quals corresponia a persones de 65 anys o més que vivien soles. El nombre mitjà de persones vivint en cada habitatge era de 3,59 i el nombre mitjà de persones que vivien en cada família era de 3,71.
Per edats la població es repartia de la següent manera: un 24,9% tenia menys de 18 anys, un 42,4% entre 18 i 24, un 14% entre 25 i 44, un 12,3% de 45 a 60 i un 6,5% 65 anys o més.
L'edat mediana era de 20 anys. Per cada 100 dones de 18 o més anys hi havia 73,3 homes.
La renda mediana per habitatge era de 28.318 $ i la renda mediana per família de 35.568 $. Els homes tenien una renda mediana de 28.421 $ mentre que les dones 21.042 $. La renda per capita de la població era de 9.624 $. Entorn del 12,3% de les famílies i el 31% de la població estaven per davall del llindar de pobresa.

## Poblacions més properes
El següent diagrama mostra les poblacions més properes.